# بازی‌های منتشرنشده نیمه‌عمر
نیمه‌عمر مجموعه ای از بازی‌های تیراندازی اول شخص است که توسط ولو تولید و منتشر شده است که با انتشار نیمه‌عمر در سال ۱۹۹۸ برای ویندوز آغاز شد. اولین پروژه لغو شده نیمه‌عمر مربوط به سال ۱۹۹۹ است. بین نیمه‌عمر ۲: قسمت دوم (۲۰۰۷) و نیمه‌عمر: الیکس (۲۰۲۰)، حداقل پنج بازی از جمله نیمه‌عمر: قسمت سوم و نسخه نیمه‌عمر ۳ لغو شد. همچنین بازی‌های ساخته شده توسط استودیوهای دیگر لغو شده‌اند از جمله بازی‌های ۲۰۱۵ گیمز، ال‌ال‌سی.، استودیو جانکشن پوینت و آرکین استودیوز.

## دوران نیمه‌عمر (۱۹۹۸–۲۰۰۴)

### نیمه‌عمر: تصاحب خصمانه
در ۲۳ نوامبر ۱۹۹۹ گیم‌اسپات گزارش داد که استودیو ۲۰۱۵ گیمز، ال‌ال‌سی. در حال توسعه بسته الحاقی نیمه‌عمر برای دنباله نیمه‌عمر: نیروی مهاجم است. استودیو ۲۰۱۵ از اظهار نظر خودداری کرد. در ۱۸ مارس ۲۰۰۰ گزارش شد که بازی جدید نیمه‌عمر: تصاحب خصمانه (به انگلیسی: Half-Life: Hostile Takeover) نامگذاری شده و تاریخ انتشار آن در اواخر آگوست در لیست محصولات خرده فروشی ظاهر شده است. در ۷ آگوست گزارش شد که ناشر نیمه‌عمر سییرا انترتینمنت به آنها خبر داده است که بازی لغو شده است. در جایی دیگر گزارش شد که خرده فروشان آنلاین بازی را به اسم Half-Life: Counter-Strike در لیست قرار داده‌اند. در ۲۱ ژوئن ۲۰۰۱، ولو یک نماد بازرگانی بازی ویدیویی برای «کنترل خصمانه» ثبت کرد. پس از چندین بار تمدید، نماد بازرگانی در ۳ اکتبر ۲۰۰۴ منقضی شد.

### پورت نسخه دریم‌کست نیمه‌عمر
در ۱۴ فوریه ۲۰۰۰، سییرا انترتینمنت اعلام کرد که یک پورت نیمه‌عمر برای کنسول دریم‌کست توسط آزمایشگاه‌های دیجیتال Captivation با ولو و گیرباکس سافت‌ور در حال توسعه است. پورت دریم‌کست چندین بهبود از جمله شخصیت‌های باکیفیت تر (مدل‌هایی با ضلع‌های بیشتر) و جلوه‌های نورپردازی جدید را داشت. گیرباکس سافت‌ور، که نیمه‌عمر: نیروی مهاجم را توسعه داده بود، نیمه‌عمر: آبی‌پوش با تمرکز بر شخصیت محافظ بارنی، یک کمپین تک نفره برای پورت دریم‌کست ایجاد می‌کند. پورت تا سپتامبر به تأخیر افتاد، و سپس تا نوامبر. در نمایشگاه تجارت رایانه اروپا در ماه سپتامبر، یک نماینده سیرا به مطبوعات گفت که پورت دریم‌کست قابلیت بازی آنلاین ندارد.
در ماه نوامبر، نشریه‌های بازی شروع به نقد نسخه‌های اولیه بازی کردند. بازتاب بازی با انتقادات نسبت به فریم متناقض، زمان بارگیری طولانی و نبود قابلیت آنلاین، متفاوت بود. با تقاضای قابلیت آنلاین از سوی طرفداران، سیرا قصد داشت نسخه ای از پورت بازی را به همراه حالت چند نفره آنلاین در SegaNet منتشر کند. رندی پیچفورد، مدیر عامل گیرباکس سافت‌ور، گفت که او پیشنهاد کرده بود حالت‌های چند نفره و مادها شامل تیم فورترس کلاسیک و ماد چندنفره از نیمه‌عمر: نیروی مهاجم نیز برای انتشار برای نسخه رایانه شخصی در نظر گرفته شود. سیرا برای اطمینان از برآورده شدن «انتظارات زیاد مصرف‌کنندگان» پورت را دوباره به تأخیر انداخت و اظهار داشت که امیدوارند تا پایان سال توسعه را به پایان برسانند.
در ۲۹ مارس ۲۰۰۱، سیرا اعلام کرد که نیمه‌عمر: آبی‌پوش برای ویندوز منتشر خواهد شد به همراه با مدل‌های جدیدی که برای نسخه دریم‌کست ساخته شده بود. در ۱۶ ژوئن ۲۰۰۱، چهار روز پس از انتشار نیمه‌عمر: آبی‌پوش، سیرا اعلام کرد که پورت دریم‌کست را با توجه به «تغییر شرایط بازار» لغو کرده است. بازی هفته‌ها با تاریخ انتشار فاصله داشت و تقریباً کامل بود. در سال ۲۰۱۳، نسخه دیرهنگام پورت دریم‌کست به صورت آنلاین افشاء شد و در اینترنت درز کرد، که شامل نسخه‌های کامل نیمه‌عمر و نیمه‌عمر: آبی‌پوش بود.

## دوران نیمه‌عمر ۲ (۲۰۰۴–۲۰۰۷)

### نیمه‌عمر ۲: قسمت سوم

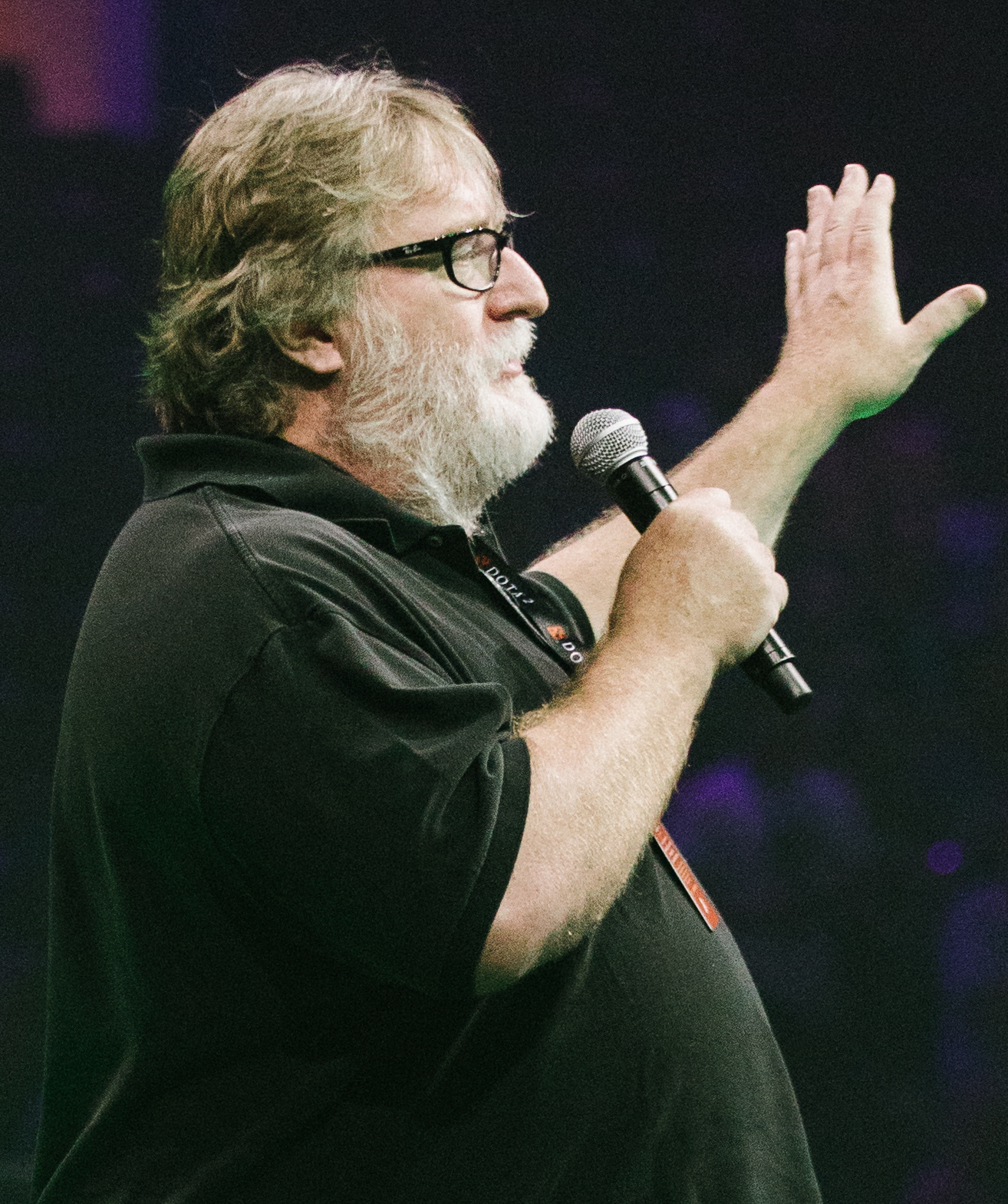
معاون رئیس، گیب نیوئل در ۲۰۱۸

در ماه مه ۲۰۰۶، ولو سه‌گانه ای از بازی‌های اپیزودیک را معرفی کرد که داستان نیمه‌عمر ۲ (۲۰۰۴) را ادامه می‌دهد. معاون شرکت ولو، گیب نیوئل گفت که این روش به ولو اجازه می‌دهد تا محصولات را با سرعت بیشتری پس از توسعه شش ساله نیمه‌عمر ۲ منتشر کند و او این سه‌گانه را معادل نیمه‌عمر ۳ دانست. قسمت نخست در اول ژوئن ۲۰۰۶ منتشر شد و پس از آن قسمت دوم در ۱۰ اکتبر ۲۰۰۷ منتشر شد.
قسمت سوم در ابتدا برای انتشار در کریسمس ۲۰۰۷ برنامه‌ریزی شده بود. هنر مفهومی (کانسپ آرت) بازی در سال ۲۰۰۸ معلوم شد، و گزارش‌هایی مبنی بر اینکه ولو با زبان اشاره و بر روی یک شخصیت ناشنوا کار می‌کند منتشر شد. ولو در سال‌های بعد اطلاعات کمی در مورد قسمت سه منتشر کرد. اگرچه آنان هنوز دربارهٔ نیمه‌عمر بحث می‌کنند اما در مورد آینده بازی‌ها هیچ شفافیتی وجود ندارد. در مارس ۲۰۱۰، نیوئل از "گسترش پالت احساسی" این مجموعه صحبت کرد و گفت که بازی بعدی نیمه‌عمر ممکن است به "ترساندن واقعی بازیکن" بازگردد". در سال ۲۰۱۱، وی گفت: "ما مرحله اپیزودها را پشت سر گذاشتیم و اکنون به سمت چرخه‌های کوتاه‌تر و حتی کوتاه‌تر می‌رویم … برای من ،" سرگرمی به عنوان یک سرویس محتوای اپیزودیک است." در آن سال مجله وایرد قسمت سه را به عنوان پوچ‌افزار توصیف کرد.
سرانجام ولو توسعه اپیزودیک (قسمت) را رها کرد، زیرا می‌خواستند که قسمت‌های جاه طلبانه تری توسعه دهند. به گفته طراح مراحل، داریو کازالی، با قسمت دو، "ما خود را در حال پیشرفت به جلو دیدیم، «خوب بیایید چیزهای بیشتر و بیشتری در این بازی قرار دهیم، زیرا می‌خواستیم بازی را تا آنجا که می‌توانیم خوب کنیم» «و سپس متوجه شدیم که این قسمت‌ها بیشتر به دنباله تبدیل می‌شوند.» رابین واکر، طراح بازی گفت که ولو از بازی‌های نیمه‌عمر برای «برخورد هنر و تلکنولوژی» استفاده کرد. هنگام کار روی قسمت سوم، آنها نتوانستند ایده واحدی را پیدا کنند که حس «شگفت‌انگیز یا گسترش» را فراهم کند. علاوه بر این، ولو شروع به ساخت موتور بازی جدیدی به اسم سورس ۲ کرد؛ از آنجا که توسعه همزمان نیمه‌عمر ۲ و موتور سورس مشکلاتی را ایجاد کرده بود، ولو توسعه یک نیمه‌عمر جدید را به تأخیر انداخت تا موتور کامل شود.
در سال ۲۰۱۶، مارک لیدلاو، نویسنده نیمه‌عمر، ولو را ترک کرد. لیدلاو گفت که قصد داشت قسمت سه را در نیمه‌عمر ۲ خاتمه دهد ولی تصمیم گرفت که آن را به نسل بعدی بسپارد.
در سال ۲۰۱۷، لیدلاو یک داستان کوتاه به اسم "نامه ۳" را در وب سایت خود قرار داد. داستان شامل شخصیت‌هایی با اسامی مشابه شخصیت‌های نیمه‌عمر مثل «گرتی فریمونت» برای گوردون فریمن بود. در قسمت سوم قرار بود که فریمن و متحدانش به قطب شمال سفر کنند تا سوار بورئالیس شوند، کشتی ای که به‌طور نامنظم در زمان و مکان سفر می‌کند، در آنجا آنان «با نسخه‌های بی شماری از خود» روبرو می‌شوند. آنان با کشتی سفر می‌کنند تا به قلب امپراطوری کمباین بروند و خود را منفجر کنند (تا کمباین نابود شود)، اما انفجار برای از بین بردن کره دایسون کمباین‌ها کافی نیست. الیکس توسط G-Man گرفته شده و گوردن توسط Vortigaunts نجات می‌یابد، بیشتر گروه‌های مقاومت کشته شده‌اند و موفقیت قیام آنها نامشخص است.
لیدلاو داستان را به عنوان «عکس لحظه ای از رؤیایی که سالها پیش دیدم، توصیف کرد». روزنامه نگاران این داستان را به عنوان خلاصه ای از آنچه می‌توانست طرح قسمت سوم باشد، تفسیر کردند. در غیر اینصورت، ممکن است برای Borealis، پروژه لغو شده دیگری در نظر گرفته شده باشد. بعد از اینکه لیدلاو داستان را منتشر کرد، برخی از بازیکنان به صفحه استیم دوتا ۲ حمله کردند و نظرات منفی در آنجا گذاشتد، زیرا معتقد بودند که ولو مجموعه نیمه‌عمر را فراموش کرده است. این داستان منجر به تلاش طرفداران برای خلق قسمت سوم شد. در سال ۲۰۲۰، واکر انکار کرد که داستان "نامه ۳" برنامه ولو برای قسمت سه بوده است و گفت که این احتمالاً فقط یکی از ایده‌های لایدلاو است.

### قسمت استودیو جانکشن پوینت

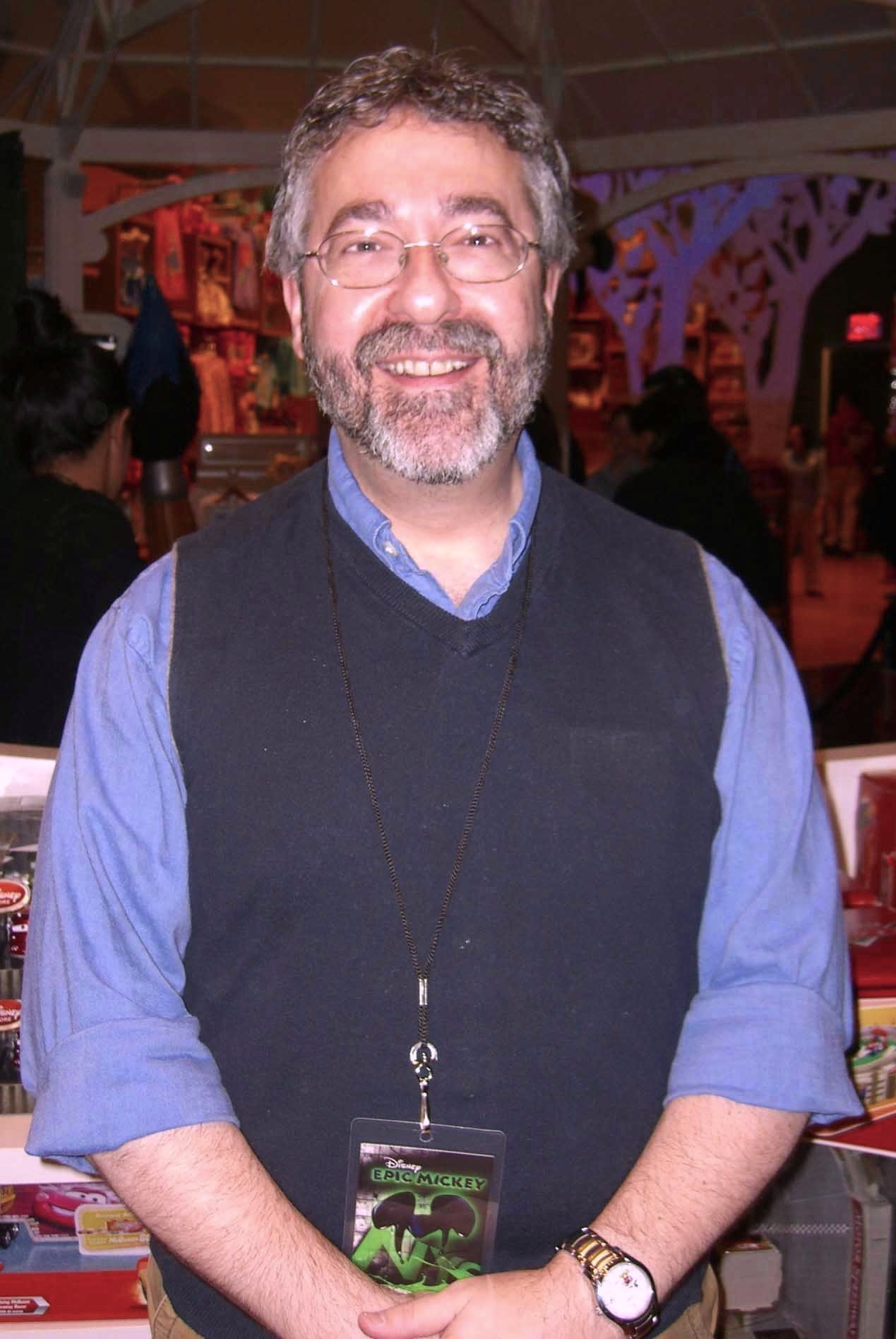
وارن اسپکتور (تصویر در ۲۰۱۰) هدایت یک قسمت لغوشده نیمه‌عمر ۲ را برعهده داشت.

قسمت دیگری از نیمه‌عمر ۲ توسط استودیو جانکشن پوینت و به رهبری وارن اسپکتور ساخته شد. این قسمت نشان می‌داد که چگونه Ravenholm به شهری تبدیل شد که در نیمه‌عمر ۲ دیده می‌شود که مملو از زامبی است و بازگشت شخصیت پدر گریگوری را نشان می‌دهد. بازی شامل یک «تفنگ آهنربا» بود که با شلیک گلوله، باعث مغناطیس شدن سطوح فلزی و جذب اشیا و دشمنان می‌شد.
جانکشن پوینت به مدت یک سال روی بازی کار کرد. ولو به پروژه بی علاقه شد و جانکشن پوینت پروژه را رها کرد تا حماسه میکی را توسعه دهد. تصاویر بازی در اوایل سال ۲۰۱۷ منشتر شد.

### ریونهلم
در سال ۲۰۰۷ یا ۲۰۰۸، ولو پروژه جانکشن پوینت را به آرکین استودیوز در لیون فرانسه منتقل کرد. آنها آن را به یک بازی مستقل به اسم ریونهلم (به انگلیسی: Ravenholm) توسعه دادند بازیکنان شخصیت آدریان شفارد از نیمه‌عمر: نیروی مهاجم (۱۹۹۹) کنترل می‌کردند و در کنار پدر گریگوری که به یک بیمارستان روانی متروکه پناهنده شده بود، کار می‌کرد. گریگوری در حال آزمایش اثرات سم مخلوط خود بر روی خودش بود و در طول داستان جهش پیدا می‌کند. بازیکن می‌تواند از تفنگ آهنربا و تله‌های ایجاد شده توسط گریگوری علیه دشمنان استفاده کند. همچنین یک سلاح میخی وجود دارد که می‌تواند مسیرهایی برای هدایت برق و ایجاد تله ایجاد کند.
ولو به آرکین استودیوز آزادی داد تا ریونهلم را توسعه دهد، مانند گیرباکس سافت‌ور در عنوان نیمه‌عمر: نیروی مهاجم، ولو به آرکین استودیوز بازخورد و پشتیبانی فنی ارائه می‌داد. با گذشت تقریباً یک سال از توسعه، ولو پروژه را لغو کرد. مؤسس آرکین، رافائل کولانتونیو معتقد بود که چون بازی هزینه زیادی داشت، ولو تصمیم لغو پروژه را گرفت، راونهلم اولین بار در یک مستند Noclip در سال ۲۰۲۰ برای عموم به نمایش درآمد.

## دوران سورس ۲ (۲۰۰۷–۲۰۲۰)

### نیمه‌عمر ۳
نیمه‌عمر ۳ بین سال‌های ۲۰۱۳ و ۲۰۱۴ در دست توسعه بود. ولو قصد داشت مراحل را مشابه سری لفت فور دد استفاده کند؛ به عنوان مثال، در هر بازی، محیط مسیرهای مختلفی را ایجاد می‌کند. برای پروژه، تیم چهره فرانک شلدون، بازیگری که از او برای شخصیت G-Man در نیمه‌عمر ۲ استفاده شد، دوباره اسکن کرد. پروژه در اوایل توسعه لغو شد زیرا موتور سورس ۲ هنوز پایدار نبود.

### بورئالیس
پیش از ترک ولو، در سال ۲۰۱۶ مارک لیدلاو یک پروژه واقعیت مجازی را بر روی موتور سورس ۲ به نام بورئالیس (به انگلیسی: Borealis) هدایت می‌کرد که در کشتی سفر در زمان (که در نیمه‌عمر ۲: قسمت دوم و درگاه ۲ به آن اشاره شد) جریان داشت. بازی بین خط داستانی جنگ هفت ساعته و کمی بعد از وقایع قسمت دو جریان داشت. یک مینی گیم که در آن بازیکنان از ماهی‌گیری می‌کنند قرار بود وجود داشته باشد. بورئالیس ممکن است همان پروژه ای باشد که از داستان "نامه ۳" الهام گرفته شده است.